# آرمان مارالچیان
آرمان ماکسیمی مارالچیان (ارمنی: Արման Մաքսիմի Մարալչյան؛ زادهٔ ۱۵ مارس ۱۹۷۶) یک فرد نظامی اهل ارمنستان است که از تاریخ ۲۶ اکتبر ۲۰۲۰ تا تاریخ ۱۲ آوریل ۲۰۲۳ سمت فرماندهی مرزبانی سرویس امنیت ملی جمهوری ارمنستان را برعهده داشت.

## زندگی‌نامه
در ۱۵ مارس ۱۹۷۶ در روستای برداوان به دنیا آمد . 

## یادداشت
1. ↑  commander of the NSS border guard troops
2. ↑  Vaghinak Sargsyan